# Miss Mato Grosso do Sul 2013
Miss Mato Grosso do Sul 2013 não foi um concurso e sim uma indicação. Em sua 32ª participação no concurso de Miss Brasil, a coordenação regional comandada por Melissa Tamaciro, sob a patente Arena Models decidiu aclamar uma candidata regional para representar o Estado no Miss Brasil 2013. A cerimônia de anunciação da nova detentora do título foi realizada no Restaurante Zaferano, na capital do estado. A modelo Karen Recalde, Miss Mato Grosso do Sul 2012, coroou sua sucessora ao título, esta foi Patrícia Isabel Machry Barbosa, de Sidrolândia. A detentora do título estadual foi coroada privadamente com a assessoria de imprensa local de sua cidade juntamente com algumas autoridades locais e junto a seu coordenador municipal.

## Resultados

### Colocações
| Posição  | Cidade e Candidata              |
| Indicada | - Sidrolândia - Patrícia Machry |